# Comuna Koșarî, Razdelna
Koșarî (în ucraineană Кошари) este o comună în raionul Razdelna, regiunea Odesa, Ucraina, formată din satele Koșarî (reședința) și Lozove.

## Demografie
Componența lingvistică a comunei Koșarî
     Ucraineană (87,1%)
     Rusă (8,94%)
     Română (3,39%)
     Alte limbi (0,23%)
Conform recensământului din 2001, majoritatea populației comunei Koșarî era vorbitoare de ucraineană (87,1%), existând în minoritate și vorbitori de rusă (8,94%) și română (3,39%).